# Huo Qubing

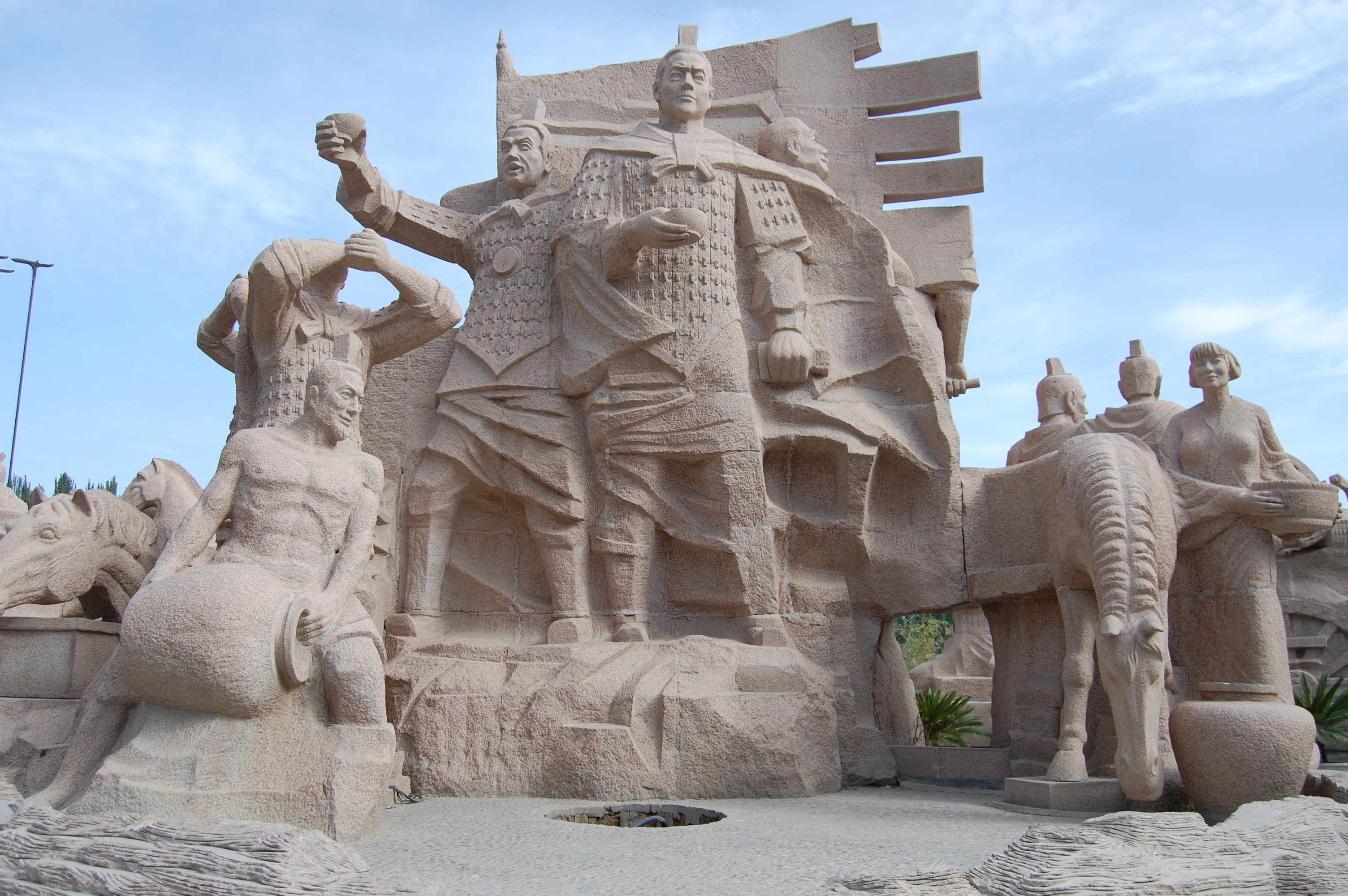
Huo Qubing (Mitte) lässt Wein in die Quelle schütten
(Denkmal an der Quelle in Jiuquan)

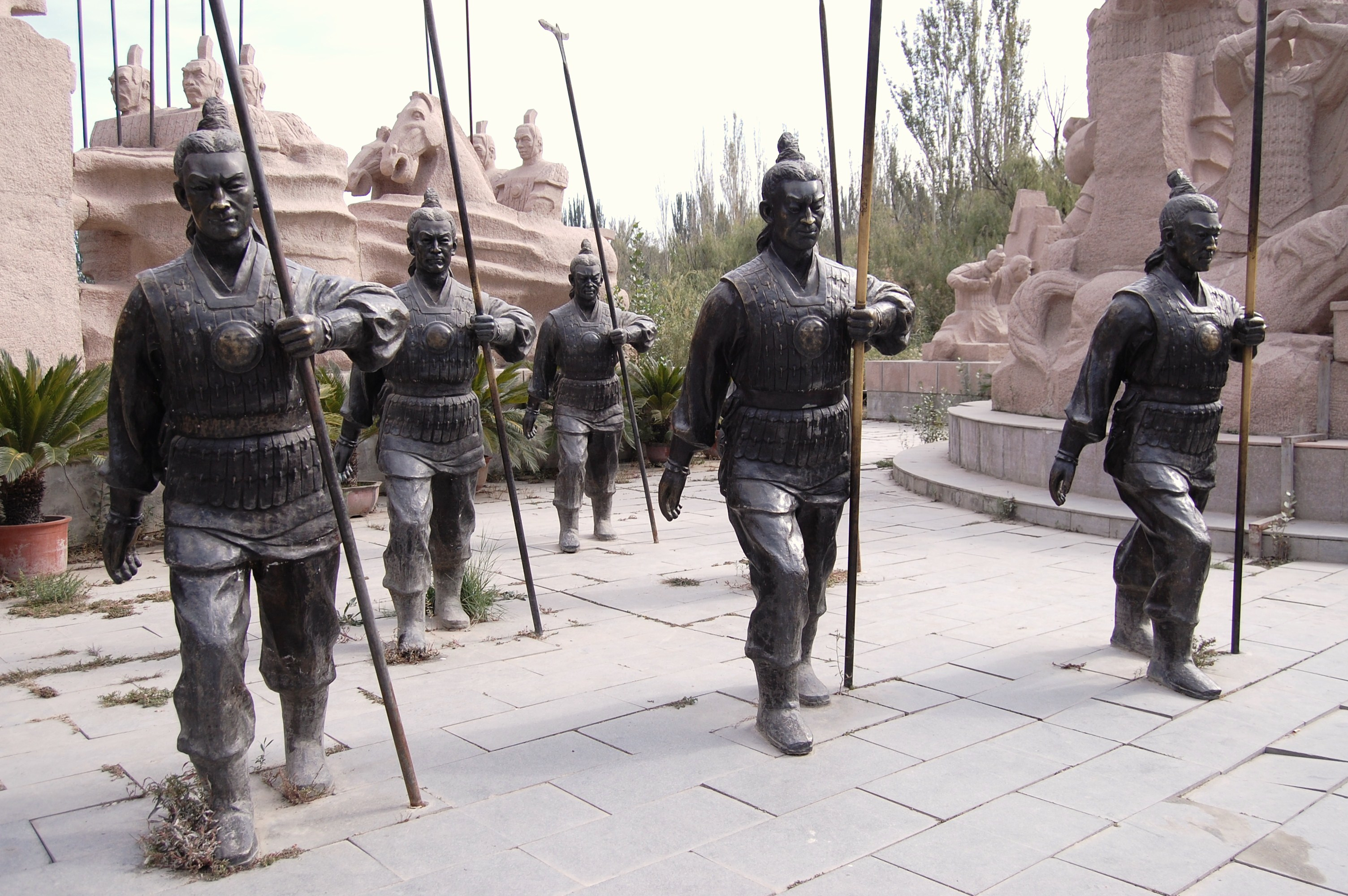
Die Soldaten des Huo Qubing
(Bronze-Statuen am Denkmal in Jiuquan)

Huo Qubing, 霍去病, Huò Qùbìng (* in Pingyang; † 117 v. Chr.) war ein chinesischer Heerführer.

## Leben

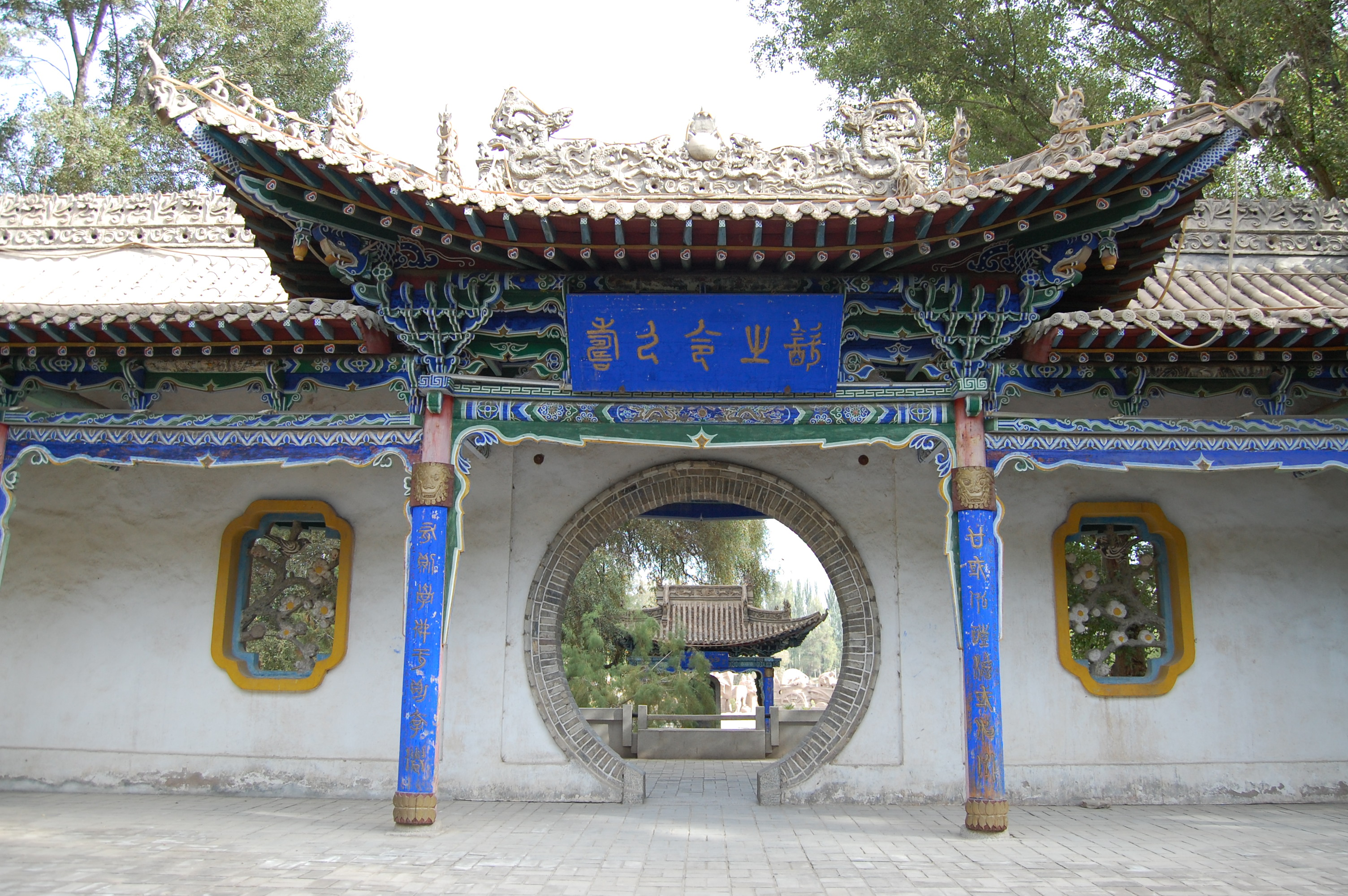
Eingang zur Weinquelle in Jiuquan

Huo wurde in Pingyang (heute Linfen, in der Provinz Shanxi) als Sohn Wei Shaoers geboren. Er war ein Neffe Kaiserin Wei Zifus und des Armeeführers Wei Qing, unter dem er mehrere Feldzüge leitete. Er wurde zu einem bedeutenden Heerführer, soll allerdings seine Soldaten schlecht verpflegt, sie aber am Ruhm beteiligt haben. Dies führte letztlich auch dazu, dass einige Kommandanten von Wei Qings Armee zu Huo gewechselt haben.
Im Jahr 119 v. Chr. errang Huo einen großen Sieg über die Xiongnu, die nicht damit gerechnet hatten, dass er die Wüste Gobi durchqueren würde. Allgemein bestand seine Taktik aus schnellen Vorstößen. 
Huo starb mit 24 Jahren an der Pest. Sein Grab in Xingping ist durch ein über einem steinernen Hunnen stehendes Pferd berühmt geworden.
Sein Bruder Huo Guang wurde später ein wichtiger Politiker.

## Legende von der Weinquelle
Für seinen Sieg über die Xiongnu soll ihm Kaiser Wudi mit Wein gedankt haben. Huo soll aber den Wein in eine Quelle gegossen haben, um seine Krieger daran teilhaben zu lassen. Durch diese Quelle, aus der fortan Wein statt Wasser sprudelte, erhielt die Stadt Jiuquan (Weinquelle) ihren Namen. Die Quelle ist heute eine nationale Touristenattraktion der Stadt.